# 8870 von Zeipel
8870 von Zeipel è un asteroide della fascia principale. Scoperto nel 1992, presenta un'orbita caratterizzata da un semiasse maggiore pari a 2,9327705 UA e da un'eccentricità di 0,1423423, inclinata di 1,98329° rispetto all'eclittica.